# 吉川アールエフシステム
吉川アールエフシステム株式会社（よしかわあーるえふしすてむ）は、かつて東京都新宿区に本社を置き、RFIDのチップの開発・販売を行なっていたRFID専門メーカーである。吉川工業の子会社である。

## 概要
新日本製鐵のLSI事業部が元々行なっていたRFID事業を吉川工業が引き継ぎ、RFIDチップおよび関連製品の設計・製造・販売を目的として1999年に設立した。2012年10月に「吉川セミコンダクタ株式会社」に吸収合併され、株式会社吉川アールエフセミコンに社名変更した。

## 沿革
- 1999年3月 ： 会社設立
- 1999年4月 ： 新日本製鐵よりRFID事業移管
- 2008年4月 ： 本社を西新宿に移転
- 2012年10月 - 吉川セミコンダクタ株式会社と合併、株式会社吉川アールエフセミコンに社名変更